# Parupuk Tabing
Parupuk Tabing is een bestuurslaag in het regentschap Padang van de provincie West-Sumatra, Indonesië. Parupuk Tabing telt 20.161 inwoners (volkstelling 2010).